# John Jenkins (saxophoniste)
Pour les articles homonymes, voir John Jenkins (homonymie) et Jenkins.
John Jenkins est un saxophoniste alto américain de jazz, né le 3 janvier 1931 et mort le 12 juillet 1993.

## Biographie
Jenkins étudie dans un premier temps la clarinette au lycée puis après six mois sur cet instrument il passe au saxophone alto influencé par le jeu du saxophoniste Charlie Parker. Il joue de 1949 à 1956 au Roosevelt College en jam sessions dirigées par Joe Segal. En 1955 il joue aux côtés de Art Farmer et un peu plus tard cette année-là dirige son propre band à Chicago. Jenkins produisait un son comparable à celui de Jackie McLean. Il quitte Chicago en 1957 pour rejoindre au printemps New York, joue avec Charles Mingus et enregistre deux albums en tant que leader dont une session pour le label Blue Note en compagnie du guitariste Kenny Burrell. Il joue aussi en sideman aux côtés de son ami Clifford Jordan, mais aussi Donald Byrd, Hank Mobley, Paul Quinichette, Sahib Shihab et Wilbur Ware à la fin des années 1950 et au début de la décennie suivante mais il abandonne globalement la musique à partir de 1962, mis à part quelques dates avec Gloria Coleman (en).
Après avoir quitté le monde du jazz, il travaille comme coursier à New York, dans le domaine de la bijouterie, vend des objets en cuivre sur des marchés de rue dans les années 1970. À partir de 1983 il reprend la musique et joue aux coins des rues; peu de temps avant sa mort en 1993, il a l'occasion d'enregistrer avec Clifford Jordan.

## Discographie
En leader
| Sortie | Label      | Nom de l'album                    |
| ------ | ---------- | --------------------------------- |
| 1957   | Prestige   | Alto Madness (avec Jackie McLean) |
| 1957   | New Jazz   | Jenkins, Jordan, and Timmons      |
| 1957   | Blue Note  | John Jenkins with Kenny Burrell   |
| 1957   | Savoy Jazz | Jazz Eyes                         |

Collaborations (partielle)
| Leader           | Label      | Sortie | Nom de l'album     |
| ---------------- | ---------- | ------ | ------------------ |
| Teddy Charles    | New Jazz   | 1957   | Coolin'            |
| Paul Quinichette | Prestige   | 1957   | On The Sunny Side  |
| Clifford Jordan  | Blue Note  | 1957   | Cliff Jordan       |
| Clifford Jordan  | Mapleshade | 1990   | Play What You Feel |
| Hank Mobley      | Blue Note  | 1957   | Hank               |
| Wilbur Ware      | Riverside  | 1957   | The Chicago Sound  |